# Pittosporum pentandrum
Pittosporum pentandrum là một loài thực vật có hoa trong họ Pittosporaceae. Loài này được (Blanco) Merr. miêu tả khoa học đầu tiên năm 1905.